# Lettland i olympiska vinterspelen 2006

Lettlands flagga

Lettlands OS-trupp vid Olympiska vinterspelen 2006

## Medaljer
|          | Guld | Silver | Brons | Total |
| -------- | ---- | ------ | ----- | ----- |
| LETTLAND | 0    | 0      | 1     | 1     |

### Brons
- Martins Rubenis - Rodel: Singel